# Vitka
Vitka est un village qui depuis 1969 fait partie administrativement de la ville de Vásárosnamény, dans le comitat de Szabolcs-Szatmár-Bereg en Hongrie.